# West Falls Church
West Falls Church è una stazione della metropolitana di Washington, situata sulla linea arancione. Si trova a Falls Church, in Virginia, sulla Interstate 66, e serve la Virginia Polytechnic Institute and State University e l'Università della Virginia.
È stata inaugurata il 7 giugno 1986, contestualmente all'ampliamento della linea arancione oltre la stazione di Ballston-MU.
La stazione è dotata di un parcheggio da circa 450 posti, ed è un'importante stazione di scambio: vi fermano da autobus dei sistemi Metrobus (anch'esso gestito dalla WMATA) e Fairfax Connector, nonché autobus della Potomac and Rappahannock Transportation Commission e del Loudoun County Commuter Bus. Nel 2014, alcune linee che prima si attestavano a West Falls Church (tra cui il Washington Flyer verso l'aeroporto Dulles) sono state spostate alle nuove stazioni della linea argento.